# ويكيبيديا والحرب الإسرائيلية الفلسطينية 2023

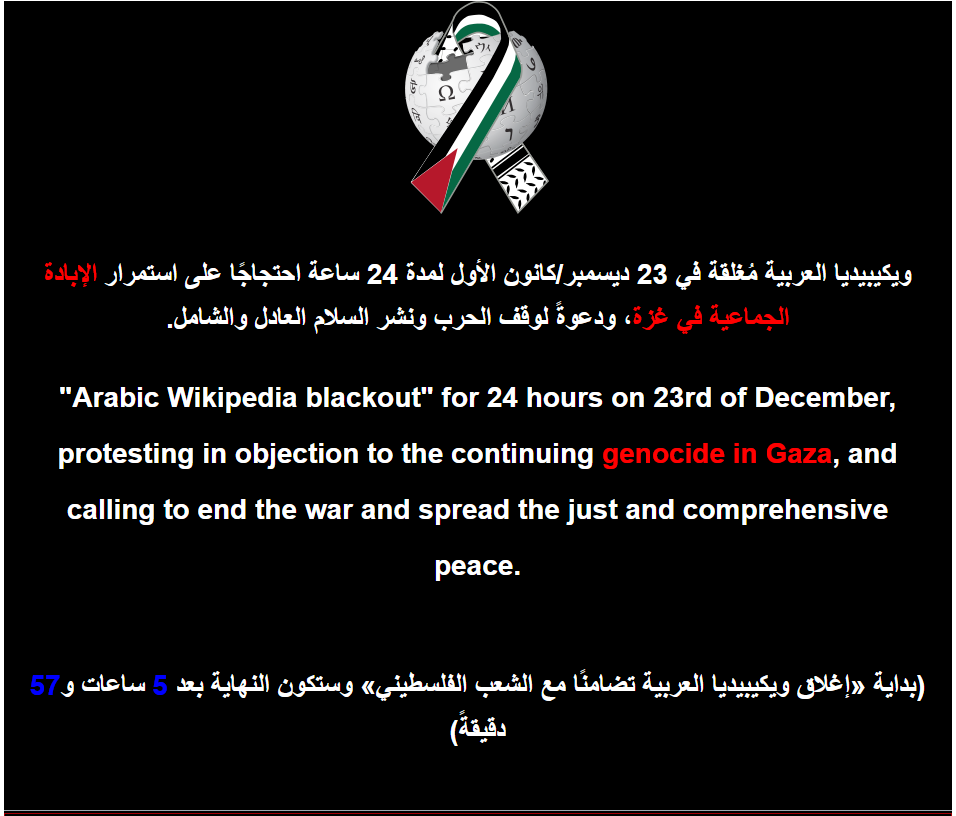
الصفحة الرئيسية لويكيبيديا العربية في 23 كانون الأول/ ديسمبر 2023.

غُطيَّت الحرب الإسرائيليّة الفلسطينيّة 2023 على ويكيبيديا وغيرها من المشاريع الشقيقة بشكل واسع وبلغات مختلفة. تضمّن ذلك مقالات عن معركة طوفان الأقصى، التي شنّتها المقاومة الفلسطينيّة على مستوطنات غلاف غزة انطلاقًا من قطاع غزة منذ 7 تشرين الأول/ أكتوبر 2023، وما تلاها من الحصار الإسرائيلي الشامل للقطاع ثم الاجتياح البرّي الإسرائيلي، والمجازر التي قامت بها قوّات الاحتلال الإسرائيلي في القطاع طيلة الأسابيع التالية. شملت تلك المقالات العديد من حروب التحرير بسبب تعدّد الروايات من جهتيّ الصراع.

## الاستجابة

استُخدم هذا الشعار على الصفحة الرئيسية لويكيبيديا العربية.

أصدرت مؤسسة ويكيميديا بيانًا في 4 كانون الأول/ديسمبر 2023 بيانًا بعنوان «تحديثات مؤسسة ويكيميديا حول الأزمة في غزة وإسرائيل»، وبيانًا آخر في 5 كانون الأول/ديسمبر 2023، دعت فيه إلى "وقف الإجراءات التي تمنع الوصول إلى الإنترنت في قطاع غزة".
أصدرَّ حملة - المركز العربي لتطوير الإعلام الاجتماعي في 18 كانون الأول/ديسمبر 2023 رسالةً عنوانها «تخوفات بشأن موقف مؤسسة ويكيميديا في ظل الحرب الإسرائيلية على غزة»، وحثَّ فيها مؤسسة ويكيميديا على إعادة تقييم موقفها واتخاذ إجراءات حاسمة في ضوء الهجوم المستمر على غزة، إضافةً إلى تقدم الدعم المستمر لمجتمع ويكيبيديا في فلسطين. خُتمت الرسالة بأنه يجب على المؤسسة «الحفاظ على نزاهتها من خلال الدفاع عن الحياد مع التنديد بنشاط بالمعلومات المضللة المتعمدة ودعم المجتمعات التي تمر بأزمات، بالتضامن العادل».
غيرت ويكيبيديا العربيّة شعارها ليكون بألوان العلم الفلسطيني، وتم تعليق التحرير على مقالات الموسوعة باللغة العربيّة لمدة يوم واحد، وذلك في يوم السبت الموافق 23 كانون الأول/ ديسمبر 2023، احتجاجًا على استمرار المجازر التي يتعرّض لها الشعب الفلسطيني وانحياز العديد من الحكومات الغربيّة، وخاصة الولايات المتحدة، إلى جانب واحد في الصراع وتبنيها رسميًا وازدواج معاييرها. جاءت هذه الخطوة كتعبير عن التضامن مع حقوق الشعب الفلسطيني ورفضًا للتضليل ونشر السلام، وفقًا لما نُشر على الصفحة الرئيسية للموسوعة التي أضيفت إليها شعار يُعبّر عن هذا التضامن. لقي هذا التضامن ترحيبًا واسعًا من قبل عدد كبير من المستخدمين العرب وداعميّ القضيّة الفلسطينيّة، في حين انتقده مستخدمون إسرائيليّون.

## حرب الرواية الإسرائيلية
تشهد أرشيفات موسوعة ويكيبيديا تضارب روايات بين الإسرائيليين، والتي تعكس الخلافات الداخلية في المجتمع الإسرائيلي، الّتي ترسخ لاعتبارات شتّى منها: السياسية والاجتماعية والطائفية والدينية والعقائدية، وبهدف صياغة سردية قد تحدد إلى حد كبير وجهة ما يطلق عليه "اليوم التالي للحرب". وهذا من خلال التباين في وجهات النظر حيال الفشل والإخفاق بمنع الهجوم المفاجئ في السّابع من أكتوبر الّتي قامت فصائل المقاومة الفلسطينية، كذلك مجرى الحرب، وعلاقتها بملف المحتجزين لدى حماس، وأداء القيادات السياسية والعسكرية، ومحاولة تحميل جهات أخرى تبعات الحدث.
رصد تحقيق لموقع "شومريم" ملامح الحرب التي تتلخص بإقدام الإسرائيليين -ولاعتبارات سياسية وأيديولوجية- على تحرير وحذف مضامين أرشيفيّة في الموسوعة الحرة ويكيبيديا سيّما بما يتعلّق بانخراطهم في القتال في الحرب الفلسطينيّة الاسرائيليّة 2023 والمسؤولية عن الفشل والإخفاق الاستخباراتي. كما انتقلت عمليّة التّحرير إلى مرحلة التضليل وتشويه المعلومات عن بعض القيادات والشخصيات، وحتى شطب معلومات يرى بها البعض أنها تسيء إلى رئيس الوزراء بنيامين نتنياهو. كما لوحظ حذف معلومات حول دور قيادات أمنية سابقة في التّعامل مع الهجوم المفاجئ على مستوطنات "غلاف غزة"، مثل ما قام به يائير غولان وهو لواء متقاعد بالجيش الإسرائيلي حيث شغل منصب نائب رئيس هيئة الأركان، وهو من أوائل من وصل للمنطقة ذلك اليوم. كذلك، شهدت الموسوعة العبريّة لمحاولات تشويه رئيس هيئة الأركان السابق الوزير بيني غانتس مع كبار المسؤولين الحاليين والسابقين الإسرائيليين. كما يشير الصحفي الاستقصائي ميلان تشيرني أنّ العديد من محرري ويكيبيديا -خلال فترة الحرب- حاولوا شطب الأعمال التي قام بها الجنرال المتقاعد غولان يوم الهجوم، حيث توجه إلى منطقة الحفل الغنائي نوفا بعد أن تلقى نداءات استغاثة من المستوطنين هناك. كما أنّ مستخدمي ويكيبيديا طلبوا حذف ذلك من السجل التاريخي أفعال غولان -الذي كان عضوا في الكنيست عن حزب "ميرتس" في إشارة أنّه لا قيمة لهذا النّشر فهذا عمله. كما أشار من شطب هذه التّعديلات إلى أنّ هذه التعديلات هي لأغراض الدّعاية السّياسيّة ولا تنتمي إلى الكتابة الموسوعيّة.
كما أظهر تقرير الموقع الإلكتروني أنه جرت محاولات مماثلة لإعادة كتابة وصياغة التاريخ بشكل انتقائي في مدخل "ويكيبيديا" فيما يتعلّق بالحرب الفلسطينيّة الاسرائيليّة 2023، والّتي أطلق عليها الجيش الإسرائيلي "حرب السيوف الحديدية".

### إخوة السّلاح
كما شُطبت عبارة "إخوة السّلاح" وحذفت معلومات حول جنود الاحتياط والتّطوّع لاسناد الجيش، مما يعكس التحول والخلافات الداخلية بين الإسرائيليين بشأن قانون التجنيد وفرض الخدمة العسكرية على اليهود المتدينين "الحريديم". كما أنشأ بعض المستخدمين "دمى" وقاموا بحذف المعلومات التي تشير إلى مساهمة حركة "إخوة السلاح" في الحرب. بما في ذلك التعبئة المدنية وغرف عمليات الطوارئ التي أنشأتها الحركة في بداية الحرب، مشيرين إلى أنّ مجهوداتها ليست كبيرة مقارنة بغيرها.
كما يشير تشيرني "اتهم مستخدمون نشطاء الحركة بالتهديد برفض الخدمة العسكرية ضمن قوات الاحتياط"، ضمن المظاهرات التي شهدتها إسرائيل ضد التعديلات القضائيّة الّتي بادرت إليها حكومة نتنياهو.

## ملاحقة الشخصيات العامة
يقوم المستخدمون الإسرائيليّون بتعديل مقالات لشخصيّات عامّة باللّغات العبريّة والانجليزيّة منذ بداية الحرب الإسرائيليّة الفلسطينيّة 2023 واحد تلو الآخر عند نشرهم حول الأحداث الجارية حتّى لو لم يكن هناك محتوى يًدين هذه الشّخصيّات دون استخدام مراجع وصياغتها كحقيقة في كلا النّسختين. على سبيل المثال: قام مستخدم ويكبيديّ "يحمل اسمًا إسرائيليًّا" عدّل مقالة دلال أبو آمنة باللغتين العبريّة والإنجليزيّة، في الثاني عشر من أكتوبر 2023، بعد تداول منشورها "لا غالب إلا الله" على منصات التواصل الاجتماعي، طالتها حملة تحريض من قبل إسرائيليّين بدعوى داعم الإرهاب. نشر تعديله حولها على أنّه حقيقة دون اسناد، وفقًا لقوانين النّشر. بقي هذا المحتوى منشورًا لعدّة أيّام باللّغة العبريّة إلى أن حُذِف لعدم استيفائه معايير النّشر. ممّا أدّى إلى احتدام التّعديلات وانتقال التّحريض ليصل إلى النّسخة الانجليزيّة، ممّا أدّى إلى قفل المقالة العبريّة أمام المستخدمين القدامى.

## سرعة التوثيق
هناك فجوة في سرعة نشر المعلومات في ويكيبديا مقارنة في العالم العربيّ؛ فإسرائيل لديها مكتب رسميّ ممول من مؤسسة ويكيميديا وتعمل فيه طواقم مأجورة. تنعكس هذه الفروقات من حيث سرعة النشر وتنوّع المحتوى. لذا فإنَّ ويكبيديا العبريّة أسرع في نشر المعلومات. تظهر هذه الميزّات في الحروب.
إنّ عدد التعديلات في المقالات النّسخة العربيّة 987 مقارنة بـ 2124 تعديلًا في المقالة العبريّة، عدد المحررين العاملين على المقال الواحد هو91 محررًا في المقالة العربيّة وأمّا في المقالة العبريّة هو 205. يتفوّق عدد المشاهدات للصفحة العربيّة مشاهدات الصفحة العبريّة، ولكن بفارق 200 ألف مشاهدة. يجدر الإشارة، إلى أنّ عدد القرّاء بالعربيّة هم أكثر، لكن النّسخة العبريّة هم أكثر انكشافًا. كما هناك فارق في حجم المقالة العربيّة مقارنة بغيرها.

## وصلات خارجية
- ويكيبيديا تغير شعارها إلى ألوان علم فلسطين تضامنا مع غزة، الجزيرة
- تحديثات مؤسسة ويكيميديا حول الأزمة في غزة وإسرائيل، مؤسسة ويكيميديا (بالإنجليزيّة)